# Posuđenice
Posuđenice su jedinice posuđene iz stranoga jezika. Mogu biti tuđice, usvojenice, prilagođenice ili strane riječi. Također možemo govoriti o fonološkim, leksičkim, morfološkim, semantičkim i sintaktičkim posuđenicama.

## Posuđivanje
Posuđuje se zbog unutarjezičnih (hrvatski jezik nema vlastitu riječ ili je njeno značenje šire ili uže od strane riječi) ili pak izvanjezičnih razloga (politički, gospodarski, kulturni, znanstveni i zemljopisni dodiri).
Posuđivanje može biti izravno (iz jezika davaoca u jezik primalac) ili posredno (jezik davalac posuđuje već posuđene riječi). Također možemo govoriti i o kružnom posuđivanju kad se riječ vrati u jezik primalac u drukčijem obliku ili s drukčijim sadržajem.

## Prema jeziku posuđivanja
Prema jeziku davaocu posuđenice možemo podijeliti na nekoliko skupina:
- latinizmi – iz latinskoga jezika
- grecizmi – iz grčkoga jezika
- hungarizmi (mađarizmi) – iz mađarskoga jezika
- germanizmi – iz njemačkoga jezika
- anglizmi (anglicizmi) – iz engleskoga jezika

- amerikanizmi – iz američke inačice engleskoga jezika

- slavizmi – iz skupine slavenskih jezika

- bohemizmi – iz češkoga jezika
- polonizmi – iz poljskoga jezika
- rusizmi – iz ruskoga jezika
- srbizmi – iz srpskoga jezika

- orijentalizmi – iz turskoga, arapskoga i perzijskoga jezika

- turcizmi

– iz turskoga jezika
– iz arapskog, perzijskog i drugih orijentalnih jezika preko turskoga u hrvatski jezik
- romanizmi

- talijanizmi – iz talijanskoga jezika
- galicizmi – iz francuskoga jezika
- hispanizmi – iz španjolskoga jezika
- luzitanizmi – iz portugalskoga i brazilskoga jezika

## Vrste posuđenica
- Strane riječi
  - Strane riječi se nijednom svojom značajkom ne uklapaju u standardni jezik, navode se izvorno, te se ističu drugim izborom slova ili naglascima (npr. boss, flash).

- Tuđice
  - Tuđice se nekom svojom značajkom ne uklapaju u hrvatski jezik (naglasak, deklinacija) (npr. bistro, šou).

- Usvojene prilagođenice
  - Usvojene prilagođenice su potpuno prilagodene jeziku primaocu na svim razinama tako da ih govornici ne osjećaju tuđim riječima.

- Prevedenice
  - Prevedenice su "domaće" rijeci nastale na temelju stranih (npr. brzojav = telegram).

- Značenjske posuđenice
  - Kod značenjskih posuđenica posuđeno je samo značenje i pridruženo izrazu proširujući mu značenje (npr. mouse = miš).

- Egzotizmi
  - Egzotizmi su posuđenice koje označavaju posebnosti pojedinih naroda (jela ,pića -votka, sangria, paella; folklorne pojmove – ponco; biljke i životinje – avokado;pol. i društvene pojmove – džihad; građevine – iglu; novčane jedinice – dolar...).

- Eponimi
  - Eponimi su nazivi nekih otkrića, izumi od osobnih imena (npr. sendvič, penkala).

- Internacionalizmi
  - Internacionalizmi su riječi koje u više jezika imaju isto značenje i u osnovi isti izraz (stil, demokracija, politika...).[1]

## Zanimljivosti
Riječ "paprika" iz hrvatskog je jezika prešla u mnoge druge europske jezike kao posuđenica. Tako riječ "paprika" postoji u: njemačkom jeziku, francuskom, talijanskom, slovenskom, španjolskom,ruskom, portugalskom, grčkom, bjeloruskom, mađarskom, ukrajinskom, češkom, slovačkom, danskom, finskom, norveškom, švedskom, litvanskom, poljskom, nizozemskom, gruzijskom, irskom, velškom, islandskom, estonskom jeziku i dr.

## Vanjske poveznice
- Hrvatski pravopis – Pisanje općih riječi i sveza
- www.matica.hr – Jezikoslovlje: O knjizi Nives Opačić Hrvatski u zagradama. Globalizacijske jezične stranputice  Arhivirana inačica izvorne stranice od 5. travnja 2015. (Wayback Machine)
- Aneta Stojić: Njemačke posuđenice i hrvatski ekvivalenti
- Kristina Katalinić: Hungarizmi u hrvatskom književnom jeziku od kraja 16. do polovice 18. stoljeća